# Glückliche Reise (film 1933)
Glückliche Reise è un film del 1933 diretto da Alfred Abel. Le musiche del film, tratte dall'operetta omonima, sono firmate dal compositore Eduard Künneke.

## Produzione
Il film fu prodotto dalla Victor Klein-Film GmbH.

## Distribuzione
Ottenuto il visto di censura B.34886 rilasciato il 1º novembre 1933, il film venne presentato in prima al Titania-Palast di Berlino il 27 novembre.